# 55576 Amycus

55576 Amycus

55576 Amycus (2002 GB10) är en centaur, en småplanet i det yttre av Solsystemet. Den upptäcktes 8 april 2002 av NEAT  vid Palomarobservatoriet. Amycus har fått sitt namn efter en kentaur som var med i kriget mot Lapitherna.
Omloppsbanan korsar Jupiters och Uranus. På grund av gravitationen från gasjättarna är centaurernas omloppsbanor instabila och de riskerar att kastas in i eller ut ur solsystemet. Den beräknade halva livslängden för Amycus omloppsbana är 11 miljoner år.